# Mina Benson Hubbard
Mina Benson Hubbard (15 de abril de 1870 - 4 de maio de 1956) foi uma exploradora canadense e a primeira mulher branca a viajar e explorar a província de Labrador. O Nascaupee e o sistema George River foram mapeados pela primeira vez por ela, com precisão, em 1905. Ela era esposa de Leonidas Hubbard, famoso por sua expedição mal sucedida para Labrador em 1903.

## Leitura complementar
- Randall Silvis (2004) Heart so hungry: the extraordinary shipment of Mina Hubbard Into the Labrador wilderness Alfred A. Knopf ISBN 9780676975864
- Buchan, R. Hart, A. Greene, B. (2005) The woman Who Mapped Labrador McGill-Queen's University Press ISBN 9780773529243
- Davidson, J.W. & Rugge, J. (1998) Great Heart: The History of a Labrador Adventure McGill-Queen's University Press ISBN 9780670819508
- Alexandra Pratt (2002) Lost Lands, Forgotten Stories: A Woman's Journey to the Heart of Labrador Harper Perennial Canada ISBN 9780006485865